# إريك سيوارد
إريك سيوارد (بالإنجليزية: Eric Seaward)‏ (مواليد 1892) هو سبّاح من بريطانيا الغظمي، مثّل بلاده في الألعاب الأولمبية الصيفية 1908.

## روابط خارجية
إريك سيوارد على موقع أوليمبيديا (الإنجليزية)